# Bianca Pitzorno
Bianca Pitzorno (Sassari, 12 agosto 1942) è una scrittrice, autrice televisiva e traduttrice italiana.
Celebre soprattutto come autrice di romanzi per ragazzi, dal 2000 è anche ambasciatrice UNICEF.

## Biografia
Nata a Sassari nel 1942, Bianca Pitzorno vive e lavora a Milano. Dopo la laurea in Lettere classiche presso l'Università degli Studi di Cagliari, con una tesi di archeologia preistorica, a Milano ha studiato alla Scuola Superiore delle Comunicazioni, dove si è specializzata in cinema e televisione. Ha lavorato molti anni per la RAI di Milano a programmi culturali quali Sapere e Tuttilibri e a programmi per ragazzi come Chissà chi lo sa?, Il Dirodorlando, L'albero azzurro.
Ha anche lavorato come archeologa presso il Museo nazionale archeologico ed etnografico G. A. Sanna e come insegnante supplente di latino e greco al liceo classico sempre a Sassari.

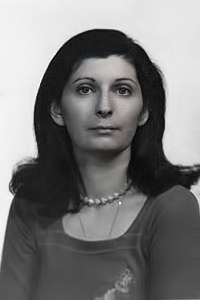
Bianca Pitzorno nel 1974

È autrice di testi teatrali, sceneggiatrice televisiva, illustratrice e traduttrice; è stata anche editor e paroliera. Dal 1970 al 2023 ha pubblicato più di sessanta opere di saggistica e di narrativa (per bambini e per adulti) che in Italia hanno venduto più di due milioni di copie e sono stati pubblicati anche in moltissimi altri Paesi (in Europa, ma anche in Asia. America e Australia). La stessa Pitzorno ha contribuito alla diffusione di autori stranieri traducendo in italiano opere di Soledad Cruz Guerra, Mariela Castro Espín ed Enrique Pérez Díaz, oltre che di Tolkien, Sylvia Plath e David Grossman.
Nel 1995 ha iniziato una collaborazione con la Biblioteca Ruben Martinez Villena dell'Avana, a Cuba, attività solidale per la quale è stata, nel 1998, insignita del premio dell'Unione Scrittori e Artisti Cubani La rosa Blanca.
Nel 1996 l'Università di Bologna le ha conferito la laurea honoris causa in Scienze della Formazione e nel 2012 è stata finalista al prestigioso premio internazionale Hans Christian Andersen Award, conferito dall'IBBY, International Board on Books for Young People, e considerato il premio Nobel della letteratura per l'infanzia.
Dai primi anni del Duemila non scrive più libri per l'infanzia ma soltanto per adulti. Con le parole di Antonio Faeti, Bianca Pitzorno «possiede, e continuamente affina, due risorse che le consentono di narrare sempre e solo la sua personalissima invenzione, anche mentre allude ai suoi grandi amori letterari. La lingua, così lieve e linda e sapiente nella sua ammiccante semplicità, tanto cara alle sue moltissime lettrici, è lo strumento che raccoglie in una trama saldamente unitaria le infinite occasioni ritrovate e riproposte. E poi c'è il senso dell'atmosfera, la robusta capacità di creare un credibilissimo clima figurale proprio mentre si viaggia tra i topoi più noti della storia della letteratura.».
Scrive ancora Faeti, a proposito del suo realismo e della sua capacità di ritrarre personaggi verosimili e sfaccettati: «Nel caso di Bianca c'è […] la possente rilevanza dell'ingrediente Balzac […] Eccolo qui l'ingrediente Balzac che, a sua volta, è composto di altri ingredienti. […] Sono indispensabili: una ricchezza immensa di fatti inspiegabilmente assorbiti; uno sguardo avido; una sete da vampiro; talento da eccelso magazziniere connesso con un deposito-memoria stupendamente attrezzato per la conservazione.»

### Impegno politico
Alle elezioni europee del 2009 si candida fra le file di Sinistra e Libertà nella circoscrizione 1 Nord Ovest, senza tuttavia essere eletta.

## Opere

### Romanzi e racconti
- Il grande raduno dei cow boy, Edizioni Svizzere della Gioventù, 1970
- Sette Robinson su un'isola matta, Mondadori, 2000 (pubblicato in prima edizione da Bietti nel 1973)
- Clorofilla dal cielo blu, Mondadori, 1991 (pubblicato in prima edizione da Bietti nel 1974)
- L'amazzone di Alessandro Magno, Mondadori, 2004 (pubblicato in prima edizione da Rusconi nel 1977)
- La giustizia di Re Salomone, Rusconi, 1978
- Extraterrestre alla pari, Einaudi 1991 (pubblicato in prima edizione da La Sorgente nel 1979)
- La bambina col falcone, Salani, 1992 (pubblicato in prima edizione da Bruno Mondadori nel 1982)
- La casa sull'albero, Mondadori, 1990 (pubblicato in prima edizione da le Stelle nel 1984)
- Vita di Eleonora d'Arborea, Mondadori, 2010 romanzo biografico, (pubblicato in prima edizione casa editrice Camunia nel 1984)
- L'incredibile storia di Lavinia, Edizioni E Elle, 1985
- La bambola dell'alchimista, Mondadori, 1988
- Streghetta mia, Edizioni E Elle, 1988
- Parlare a vanvera, Mondadori, 1989
- Speciale Violante, Mondadori, 1989 (pubblicata anche nell'edizione Violante & Laurentina, Mondadori, 2008) [5]
- Principessa Laurentina, Mondadori, 1990 (pubblicata anche nell'edizione Violante & Laurentina, Mondadori, 2008) [5]
- Ascolta il mio cuore, Mondadori, 1991
- Sulle tracce del tesoro scomparso, Mondadori, 1992
- Polissena del Porcello, Mondadori, 1993
- Diana, Cupìdo e il Commendatore, Mondadori, 1994
- La bambola viva, Mondadori, 1995
- Re Mida ha le orecchie d'asino, Mondadori, 1996
- La voce segreta, Mondadori, 1998
- A cavallo della scopa, Mondadori, 1999
- Incantesimi e starnuti, Mondadori, 2000
- Tornatrás, Mondadori, 2000
- Gli amici di Sherlock, serie di 12 titoli scritti assieme a Roberto Piumini – Mondadori, 2002-2003
- Quando eravamo piccole, Mondadori, 2002
- La bambinaia francese, Mondadori, 2004
- Giulia bau e i gatti gelosi, Mondadori, 2004
- Una scuola per Lavinia, Mondadori, 2005
- Magie di Lavinia & C., Mondadori, 2005
- Dame, mercanti e cavalieri, Mondadori, 2007
- Il nonno selvaggio, Mondadori, 2007
- La vita sessuale dei nostri antenati, spiegata a mia cugina Lauretta che vuol credersi nata per partenogenesi, Mondadori, 2015
- Il sogno della macchina da cucire, Bompiani, 2018
- Sortilegi, Bompiani, Milano, 2021
- A chi smeraldi a chi rane, Bompiani, Milano, 2023

### Saggi e varie
- Manuale del giovane scrittore creativo, Mondadori, 1996
- Scrivere di e per bambini, in Come si scrive un romanzo, manuale (a cura di Maria Teresa Serafini) che comprende saggi, tra gli altri, di Bufalino, Eco, Loy, Maraini, Roversi, Tomizza, Vassalli, Strumenti Bompiani, Milano, R.C.S Libri & Grandi Opere, 1996, ISBN 88-515-2337-1.
- Storia delle mie storie, Pratiche, 1995
- Le bambine dell'Avana non hanno paura di niente, Il Saggiatore, 2006
- Scrittori sardi, in Cartas de logu: scrittori sardi allo specchio (a cura di Giulio Angioni), Cuec 2007, 187-192.
- Giuni Russo da Un'estate al mare al Carmelo (con la collaborazione di Maria Antonietta Sisini), Bompiani, 2009.
- Donna con libro. Autoritratto delle mie letture, Salani, 2022.
- Piante di via Romolo Gessi, Henry Beyle 2021
- Nata sotto un cavolo, Henry Beyle, 2022.

### Traduzioni
- J.R.R Tolkien, Le avventure di Tom Bombadil, traduzione di B. Pitzorno, Milano, Rusconi, 1978.
- Sylvia Plath, A letto, bambini!l, traduzione di B. Pitzorno, Milano, Mondadori, 1990.
- Sylvia Plath, Max e il vestito color Zafferano, traduzione di B. Pitzorno, Milano, Mondadori, 1996.
- Soledad Cruz Guerra, Delfin Delfinéro, traduzione di B. Pitzorno, Milano, Mondadori, 1998.
- Enrique Pèrez Diaz, Minino e Micifuz, traduzione di B. Pitzorno, Milano, Salani, 2002.
- Sylvia Plath, 3 storie per bambini, traduzione di B. Pitzorno, Milano, Mondadori, 2003.
- Tove Jansson, Piccolo KNITT tutto solo, traduzione di Laura Cangemi, adattamento in versi di B. Pitzorno, Milano, Salani, 2003.
- Caterina Servi, Mezz'ora di magia a Olimpia, traduzione di B. Pitzorno, Patakis, 2004.
- Majid Shafiee, La lingua del Cavaliere, traduzione di B. Pitzorno, Milano, Mondadori, 2007.
- David Grossman, La lingua speciale di Uri, traduzione di B. Pitzorno, Milano, Mondadori, 2007.
- Mariela Castro Espìn, Cosa succede nella pubertà, traduzione di B. Pitzorno, Milano, Giunti, 2008.

## Premi e riconoscimenti
Premio Andersen (Italia)
- 1985, per La casa sull'albero[6]
- 1986, per L'incredibile storia di Lavinia
- 1988, miglior scrittore
- 1992, per Ascolta il mio cuore
- 1995, per Diana, Cupido e il Commendatore
- 2001, per Tornatrás

Premio Cento
- 1988, per La bambola dell'alchimista

Premio Castello di Sanguinetto
- 1988, per Sulle tracce del tesoro scomparso[7]
- 2004, per L'amazzone di Alessandro Magno

Premio alla fantasia Gianni Rodari
- 1989, per Streghetta mia[8]

Premio Pippi
- 1998, per Re Mida ha le orecchie d'asino[9]

Premio Napoli
- 2015, per La vita sessuale dei nostri antenati. Spiegata a mia cugina Lauretta che vuol credersi nata per partenogenesi[10]

Premio Salvatore Cambosu
- 2016, per La vita sessuale dei nostri antenati. Spiegata a mia cugina Lauretta che vuol credersi nata per partenogenesi[11]

Premio Chiara
- 2021, per Sortilegi[12]